# Islamologie
Islamologia este un nume folosit în special de către cercetători, profesori și oficiali contemporani pentru a defini știința care se ocupă cu studiul islamului. Deși nu se cunoaște cu exactitate proveniența conceptului, acesta a fost promovat de către sociologul iranian Ali Shariati în lucrarea ”Islamology: The Basic Design for a School of Thought and Action”. 
Ali Shariati definește islamologia „ca o ideologie a islamului”, afirmând că „știința islamului trebuie să fie una practică, bazată pe cunoaștere și înțelegere, nu numai pe studiu în bibliotecă.”